# Puchar Australii i Nowej Zelandii w narciarstwie dowolnym 2023
Puchar Australii i Nowej Zelandii w narciarstwie dowolnym 2023 rozpoczął się 12 sierpnia 2023 r. w nowozelandzkim ośrodku narciarskim The Remarkables zawodami slopestyle'u, zaś finałowe zmagania zakończyły się 29 września tego samego roku w nowozelandzkim ośrodku Cardrona również zawodami slopestyle'u.

## Konkurencje
- MO = jazda po muldach
- DM = jazda po muldach podwójnych
- SX = skicross
- HP = halfpipe
- SS = slopestyle
- BA = big air

## Kalendarz i wyniki

### Mężczyźni
| Lp. | Data             | Miejscowość     | Konkurencja | 1. miejsce       | 2. miejsce       | 3. miejsce       |
| --- | ---------------- | --------------- | ----------- | ---------------- | ---------------- | ---------------- |
| 1.  | 12 sierpnia 2023 | The Remarkables | SS          | Kai Martin       | Luke Votaw       | Manatsu Sato     |
| 2.  | 16 sierpnia 2023 | Mount Hotham    | SX          | Douglas Crawford | Alfred Wenk      | Emerson Facer    |
| 3.  | 17 sierpnia 2023 | Mount Hotham    | SX          | Liam Michael     | Douglas Crawford | Duncan Cowan     |
| 4.  | 18 sierpnia 2023 | Mount Hotham    | SX          | Alfred Wenk      | Liam Michael     | Taisei Takahashi |
| 5.  | 29 sierpnia 2023 | Perisher        | MO          | Cooper Woods     | Taketo Nishizawa | William Feneley  |
| 6.  | 30 sierpnia 2023 | Perisher        | MO          | Jackson Harvey   | Cooper Woods     | Shima Kawaoka    |
|     | 2 września 2023  | Mount Buller    | DM          | Odwołano         | Odwołano         | Odwołano         |
|     | 29 września 2023 | Cardrona        | HP          | Odwołano         | Odwołano         | Odwołano         |
| 7.  | 29 września 2023 | Cardrona        | SS          | Luca Harrington  | Lucas Ball       | Martyn Kingston  |
|     | 30 września 2023 | Cardrona        | BA          | Odwołano         | Odwołano         | Odwołano         |

### Klasyfikacje
| Lp. | Zawodnik         | Punkty |
| --- | ---------------- | ------ |
| 1.  | Douglas Crawford | 180    |
| 2.  | Liam Michael     | 145    |
| 3.  | Alfred Wenk      | 130    |
| 4.  | Duncan Cowan     | 110    |
| 5.  | Emerson Facer    | 105    |
| 6.  | Gregory Baillie  | 76     |
| 7.  | Luke Irving      | 72     |
| 8.  | Taisei Takahashi | 68     |
| 9.  | Jake Dade        | 50     |
| 10. | Yamato Asakawa   | 48     |

| Lp. | Zawodnik        | Punkty |
| --- | --------------- | ------ |
| 1.  | Luca Harrington | 150    |
| 2.  | Kai Martin      | 136    |
| 3.  | Lucas Ball      | 125    |
| 4.  | Luke Votaw      | 109    |
| 5.  | Fergus McArthur | 82     |
| 6.  | Hamish Barlow   | 72     |
| 7.  | Olly Nicholls   | 62     |
| 8.  | Martyn Kingston | 60     |
| 8.  | Manatsu Sato    | 60     |
| 10. | Luke Harrold    | 56     |

| Lp. | Zawodnik         | Punkty |
| --- | ---------------- | ------ |
| 1.  | Cooper Woods     | 180    |
| 2.  | Jackson Harvey   | 150    |
| 3.  | Taketo Nishizawa | 100    |
| 4.  | Matéo Jeannesson | 95     |
| 5.  | William Feneley  | 84     |
| 6.  | Shima Kawaoka    | 82     |
| 7.  | Oliver Logan     | 80     |
| 8.  | Edward Hill      | 61     |
| 9.  | Jackson True     | 60     |
| 10. | Ikkei Fujimura   | 58     |

### Kobiety
| Lp. | Data             | Miejscowość     | Konkurencja | 1. miejsce         | 2. miejsce         | 3. miejsce         |
| --- | ---------------- | --------------- | ----------- | ------------------ | ------------------ | ------------------ |
| 1.  | 12 sierpnia 2023 | The Remarkables | SS          | Madeleine Disbrowe | Nanaho Kiriyama    | Sylvia Trotter     |
| 2.  | 16 sierpnia 2023 | Mount Hotham    | SX          | Lin Nakanishi      | Jesse Quinn        | Koko Kawashima     |
| 3.  | 17 sierpnia 2023 | Mount Hotham    | SX          | April Wynn         | Lin Nakanishi      | Kyra Wheatley      |
| 4.  | 18 sierpnia 2023 | Mount Hotham    | SX          | Lin Nakanishi      | Cassandra Nicholls | Abbey Evans        |
| 5.  | 29 sierpnia 2023 | Perisher        | MO          | Jakara Anthony     | Rino Yanagimoto    | Haruka Ihara       |
| 6.  | 30 sierpnia 2023 | Perisher        | MO          | Jakara Anthony     | Haruka Ihara       | Haruka Nakao       |
|     | 2 września 2023  | Mount Buller    | DM          | Odwołano           | Odwołano           | Odwołano           |
|     | 29 września 2023 | Cardrona        | HP          | Odwołano           | Odwołano           | Odwołano           |
| 7.  | 29 września 2023 | Cardrona        | SS          | Mischa Thomas      | Elaina Krusiewski  | Madeleine Disbrowe |
|     | 30 września 2023 | Cardrona        | BA          | Odwołano           | Odwołano           | Odwołano           |

### Klasyfikacje
| Lp. | Zawodniczka        | Punkty |
| --- | ------------------ | ------ |
| 1.  | Lin Nakanishi      | 180    |
| 2.  | April Wynn         | 132    |
| 3.  | Jesse Quinn        | 130    |
| 4.  | Kyra Wheatley      | 100    |
| 5.  | Dakota Turner      | 90     |
| 6.  | Koko Kawashima     | 86     |
| 7.  | Pan Yuchen         | 69     |
| 8.  | Zhang Xuelian      | 68     |
| 9.  | Cassandra Nicholls | 65     |
| 10. | Li Wenwen          | 53     |

| Lp. | Zawodniczka        | Punkty |
| --- | ------------------ | ------ |
| 1.  | Madeleine Disbrowe | 160    |
| 2.  | Sylvia Trotter     | 110    |
| 3.  | Mischa Thomas      | 100    |
| 4.  | Laura Wotton       | 85     |
| 5.  | Nanaho Kiriyama    | 80     |
| 5.  | Elaina Krusiewski  | 80     |
| 7.  | Taylor Breen       | 50     |
| 8.  | Lucinda Laird      | 45     |
| 9.  | Mabel Ashburn      | 36     |

| Lp. | Zawodniczka     | Punkty |
| --- | --------------- | ------ |
| 1.  | Jakara Anthony  | 200    |
| 2.  | Haruka Ihara    | 140    |
| 3.  | Rino Yanagimoto | 130    |
| 4.  | Shiori Asano    | 95     |
| 5.  | Marin Ito       | 80     |
| 6.  | Haruka Nakao    | 78     |
| 7.  | Nanami Mizunuma | 77     |
| 8.  | Hina Fujiki     | 60     |
| 8.  | Rina Mizunuma   | 60     |
| 10. | Indiana Speirs  | 55     |